# گورستان مریم ننه
گورستان مریم ننه در محلهٔ مارالان تبریز و در محوطهٔ کلیسای مریم ننه قرار گرفته‌است. این گورستان تا پیش از سال ۱۸۵۶ محل دفن متوفیان ارمنی شهر بوده‌است. تاریخ دفن اولین دفن‌شده در این گورستان به سال ۱۸۳۳ و آخرین آن‌ها نیز به سال ۱۹۵۱ می‌رسد که مجموعاً شصت مدفون را شامل می‌شود.